# Liste der denkmalgeschützten Objekte in Děčín
Grundlage dieser Liste der denkmalgeschützten Objekte in Děčín (Okres Děčín) ist die ÚSKP-Liste (Ústřední seznam kulturních památek České republiky, deutsch Zentrale Liste der Kulturdenkmäler der Tschechischen Republik), die von der tschechischen Denkmalschutzbehörde NPÚ (Národní památkový ústav, deutsch Nationale Denkmalbehörde) seit 1987 geführt wird und an die seit dem Jahr 1850 geschaffenen Listen anschließt.

## Denkmalgeschützte Objekte nach Ortsteilen

### DěčínI–Děčín (Tetschen)
| Lage                                                                             | Objekt                                            | Beschreibung | ÚSKP-Nr.                  | Bild             |
| -------------------------------------------------------------------------------- | ------------------------------------------------- | --- | ------------------------- | ---------------- |
| Děčín, Zámek 1253, 1257/7, Dlouhá Jízda 1254/11, Nároží 1265/6 (Standort)        | Schloss Děčín (Schloss Tetschen)                  | Schlossanlage der Familie von Thun und Hohenstein, Umbau und Renovierung von 1845 bis 1851 durch Bernhard Grueber (1807–1882), seit 1932 im Staatsbesitz mit: - Treppenanlage - Brückenweg - Brücke mit zwei Brunnen, Bärengraben - Hof und Eingangstor - Lange Fahrt („Dlouhá Jízda“) und ehem. Pferdestall - Zufahrtsstraße zur Langen Fahrt, Einfriedung mit Toren - Verbindungsgang zur Kreuzkirche - Gloriette mit Skulpturenschmuck - Rosengarten (1670 als Garten, seit 1891 Rosengarten) - Treppe, Ädikula I–III, Pflanzenbehälter I–II, Vasen I–IV, Balustrade mit Skulpturen und Befestigungsmauer mit zwei Bastionen - Salla terrena (Gartensaal) - nördliche Terrasse (einschl. Felspassage auf der Westseite des Schlosses) - Terrasse am Kanonengarten - südliche Terrasse mit Zwinger - Weg mit Felsdurchgang - Kettenbrücke - Schlosspark - Schlosspark unterhalb der südlichen Terrasse - Schlossgebäude 1257/7 - Gemüsegarten mit Umfassungsmauern - Terrasse mit Treppe und Schlossmauern - Stützmauer der südlichen Terrasse - Speicher, Nároží 1265/6, U Plovárny - Garten und Gartenpavillon | 25265/5-4082 Info Katalog | weitere Bilder   |
| Děčín, westlich der Litoměřická ulice, am Ploučnice (Standort)                   | Polzenbrücke, ehem. Straßenbrücke über den Polzen | Polzenbrücke (Altstadtbrücke), erbaut 1564–1569, spätgotische Steinbrücke mit einer Skulpturengruppe der böhmischen Landespatrone: Hl. Veit, hl. Johannes von Nepomuk und hl. Wenzel von Johann Brokoff (1714) | 23987/5-4092 Info Katalog | weitere Bilder   |
| Děčín, am Schlosspark (Standort)                                                 | archäologische Grabungsstätte Městiště            | archäologische Grabungsstätte Městiště | 33674/5-5053 Info Katalog | BW               |
| Děčín, U Plovárny (Standort)                                                     | Statue der unbefleckten Jungfrau Maria            | Statue der unbefleckten Jungfrau Maria | 22813/5-4095 Info Katalog | weitere Bilder   |
| Děčín, Křížová 1268/27, Lázeňská 1268/12, Zámecké náměstí, Pohraniční (Standort) | Spital                                            | Spital | 19897/5-4091 Info Katalog | Spital           |
| Děčín, Křížová 14/21 (Standort)                                                  | Wohnhaus                                          | Klassizistisches Wohnhaus (1819) | 22070/5-4089 Info Katalog | Wohnhaus         |
| Děčín, Křížová, Újezd (Standort)                                                 | Heilig-Kreuz-Kirche                               | Heilig-Kreuz-Kirche (1687–1691): - Kirche - Kapelle - Verbindungsgang zum Schloss | 18815/5-4083 Info Katalog | weitere Bilder   |
| Děčín, Křížová (Standort)                                                        | Statue des hl. Johannes von Nepomuk               | Statue des hl. Johannes von Nepomuk | 36075/5-5056 Info Katalog | BW               |
| Děčín, Křížová (Standort)                                                        | Statue des hl. Anton                              | Statue des hl. Anton | 45975/5-3973 Info Katalog | BW               |
| Děčín, Masarykovo náměstí 1/1, Radniční (Standort)                               | Rathaus – Bezirksgericht                          | Rathaus – Bezirksgericht (1842, neogotisch); Architekt: Johann Gottfried Gutensohn (1792–1851) | 29092/5-5027 Info Katalog | weitere Bilder   |
| Děčín, Masarykovo náměstí 81/8 (Standort)                                        | Portal                                            | Portal am Wohnhaus Nr. 8 | 54651/5-4088 Info Katalog | BW               |
| Děčín, Masarykovo náměstí (Standort)                                             | Brunnen                                           | Brunnen | 36048/5-5025 Info Katalog | Brunnen          |
| Děčín, Myslbekova 80/3, 1180/1 (Standort)                                        | Keller des ehem. Stadthauses                      | Keller des ehem. Stadthauses | 44092/5-5411 Info Katalog | BW               |
| Děčín, 28. října, Pohraniční (Standort)                                          | Kirche des hl. Wenzel und des hl. Blasius         | Kirche des hl. Wenzel und des hl. Blasius mit der Kapelle der hl. Anna, seit 1939 an der Nordwand der Kirche, ursprünglich stand diese in der nahe gelegenen Annenstraße. | 25520/5-4084 Info Katalog | weitere Bilder   |
| Děčín, 28. října, Kaštanová (Standort)                                           | Mariahilfkapelle                                  | Barockkapelle Mariahilf von 1726, hier seit 1927, urspr. Teil des alten Friedhofs auf der anderen Straßenseite | 47706/5-4086 Info Katalog | weitere Bilder   |
| Děčín, Labská 341/34 (Standort)                                                  | Villa, Labská 34                                  | Villa | 103750 Info Katalog       | Villa, Labská 34 |
| Děčín, 17. listopadu 1414/24 (Standort)                                          | Bahnhof Děčín východ (Tetschen-Ost)               | Bahnhof der Böhmischen Nordbahn (BNB, 1869) | 27428/5-4098 Info Katalog | weitere Bilder   |
| Děčín, 17. listopadu 362/15 (Standort)                                           | Alter Bahnhof Tetschen (Děčín)                    | Ehem. Bahnhof der Österreichischen Nordwestbahn (ÖNWB, 1873/74), in den 1950er Jahren stillgelegt | 27428/5-4098 Info Katalog | weitere Bilder   |
| Děčín I (Standort)                                                               | Musikpavillon                                     | Musikpavillon | 54652/5-4099 Info Katalog | BW               |

### Děčín II–Nové Město (Neustadt)
| Lage                                                                                                 | Objekt                     | Beschreibung | ÚSKP-Nr.                  | Bild           |
| --- | -------------------------- | --- | ------------------------- | -------------- |
| Nové Město, bei den Gärten entlang des Wegs am Südwesthang des Stoličná hora (Quaderberg) (Standort) | Pestsäule                  | Säule mit Statue – Pestsäule | 40005/5-4748 Info Katalog | BW             |
| Nové Město, Lužická, gegenüber Haus Lužická 1281/5 (Standort)                                        | Wegkreuz                   | Wegkreuz | 20070/5-4747 Info Katalog | BW             |
| Nové Město, an der Nordseite des Hochplateaus vom Quaderberg (Standort)                              | Aussichtspavillon Elbwarte | Aussichtspavillon Elbwarte. Der Pavillon, der eine Höhe von 10 m erreicht, besteht aus Sandsteinblöcken auf einem quadratischen Grundriss von 4 m Seitenlänge und liegt am Weg von 1879, der entlang des Kamms vom Quaderberg zur Laube-Schlucht führt. Der Bau wurde 1886 vom Tetschener Anpflanzungs- und Verschönerungsverein (insbes. Gustav Münzberg und Moritz John) angeregt. Der Bau wurde 1890 abgeschlossen. Entwurf und Umsetzung stammen vom Tetschener Architekten und Bauunternehmer Carl Hönig. Für den Bau des Pavillons musste eine 12 m hohe Stützmauer geschaffen und das Felsmassiv eingeebnet werden. Die Stahlbetonkuppel des Pavillons ist eine der ersten, wenn nicht die erste Umsetzung dieser Struktur in den böhmischen Ländern. Im Jahr 1894 traf ein Blitz das Gebäude und 1895 wurde ein Blitzableiter auf der Kuppel installiert. Das Gebäude befindet sich in seinem ursprünglichen Zustand. | 106278 Info Katalog       | weitere Bilder |

### Děčín III–Staré Město (Altstadt)
Kulturdenkmale im ehemaligen Dorf Staré Město (Altstadt)
| Lage                                               | Objekt              | Beschreibung                                           | ÚSKP-Nr.                  | Bild                |
| -------------------------------------------------- | ------------------- | ------------------------------------------------------ | ------------------------- | ------------------- |
| Staré Město, Březová 29/11 (Standort)              | Haus Nr. 29         | landwirtschaftliches Gehöft                            | 14203/5-5032 Info Katalog | Haus Nr. 29         |
| Staré Město, Staré Město, Březová 30/13 (Standort) | Haus Nr. 30         | landwirtschaftliches Gehöft                            | 38111/5-5031 Info Katalog | Haus Nr. 30         |
| Staré Město, U Kapličky 33/1 (Standort)            | Haus Nr. 33         | landwirtschaftliches Gehöft                            | 30002/5-5033 Info Katalog | Haus Nr. 33         |
| Staré Město, Březová (Standort)                    | Annenkapelle        | urspr. stand hier die zerstörte Dreifaltigkeitskapelle | 53478/5-4085 Info Katalog | BW                  |
| Staré Město, Rytířská 77/2 (Standort)              | Bauerngehöft Nr. 77 | Bauerngehöft                                           | 54676/5-4840 Info Katalog | Bauerngehöft Nr. 77 |

### Děčín IV–Podmokly(Bodenbach)
| Lage                                                                         | Objekt                                                                   | Beschreibung | ÚSKP-Nr.                  | Bild                  |
| ---------------------------------------------------------------------------- | ------------------------------------------------------------------------ | --- | ------------------------- | --------------------- |
| Podmokly, Čsl. mládeže 89/4 (Standort)                                       | Hauptbahnhof Děčín                                                       | Hauptbahnhof | 15173/5-5830 Info Katalog | weitere Bilder        |
| Podmokly, Čsl. mládeže 1/31 (Standort)                                       | Regionalmuseum                                                           | urspr. ein Jagdhaus (1735), jetzt Regionalmuseum | 36605/5-4103 Info Katalog | weitere Bilder        |
| Podmokly, Čsl. mládeže 1/31 (Standort)                                       | Portal des Museums                                                       | Portal des Museums | 53630/5-4087 Info Katalog | Portal des Museums    |
| Podmokly, Čsl. mládeže 1/31, im Museum (Standort)                            | Statue der hl. Anna                                                      | Statue der hl. Anna, urspr. in Dolní Žleb (Niedergrund), jetzt am Museum | 17294/5-3663 Info Katalog | BW                    |
| Podmokly, Čsl. mládeže 1/31 (Standort)                                       | Florianssäule                                                            | Florianssäule (im Park vor dem Regionalmuseum) | 38612/5-4096 Info Katalog | Florianssäule         |
| Podmokly, Čsl. mládeže 1/31 (Standort)                                       | Nepomuksäule                                                             | Nepomuksäule oder Säule des hl. Johannes des Täufers (im Park vor dem Regionalmuseum) | 38148/5-4097 Info Katalog | Nepomuksäule          |
| Podmokly, Lapidarium des Regionalmuseums Děčín, Čsl. mládeže 1/31 (Standort) | Pestsäule                                                                | Säule mit Statue – Pestsäule | 14118/5-4100 Info Katalog | BW                    |
| Podmokly, Tržní 1873/2, Zbrojnická 1874/10 (?) (Standort)                    | Bäckerei – Konditorei                                                    | Bäckerei – Konditorei (ohne den modernen Teil) | 10163/5-5621 Info Katalog | Bäckerei – Konditorei |
| Podmokly, Husovo náměstí (Standort)                                          | Kirche des hl. Franziskus von Assisi (Kostel svatého Františka z Assisi) | Kirche des hl. Franziskus von Assisi, errichtet 1856–1858 im Stil einer neoromanischen Basilika, Entwurf: Franz Josef Perthen. Die Kirche ist Teil des städtebaulichen Gesamtkonzepts der Stadt Bodenbach in der zweiten Hälfte des 19. Jahrhunderts. | 105918 Info Katalog       | weitere Bilder        |
| Podmokly, Žižkova 236/6 (Standort)                                           | Restaurant („Schäferwand“)                                               | Restaurant „Schäferwand“ (1905) | 11343/5-5765 Info Katalog | weitere Bilder        |
| Podmokly, Žižkova 663/4, Resslova (Standort)                                 | Synagoge                                                                 | Synagoge, 1906 bis 1907 im Jugendstil errichtet | 11106/5-5718 Info Katalog | weitere Bilder        |
| Podmokly, Teplická 344/38, Žižkova, Resslova (Standort)                      | Kulturhaus                                                               | Gesellschaftshaus – Arbeiterbildungshaus, jetzt Kinder- und Jugendhaus | 32723/5-4944 Info Katalog | Kulturhaus            |
| Podmokly, Teplická, Na Úpatí (Standort)                                      | evangelische Kirche                                                      | evangelische Kirche (1881) | 33395/5-5026 Info Katalog | weitere Bilder        |
| Podmokly, Teplická, Pivovarská (Standort)                                    | Schafbrücke                                                              | Straßenbrücke – Schafbrücke über den Jílovský potok (Eulabach) | 15894/5-4090 Info Katalog | weitere Bilder        |
| Podmokly, Podmokelská 856/4 (Standort)                                       | Wohnhaus                                                                 | Wohnhaus, ehem. Sitz der Redaktion der Zeitung „Rote Fahne“ | 47722/5-4839 Info Katalog | Wohnhaus              |

### Děčín V–Rozbělesy (Rosawitz)
| Lage                                           | Objekt        | Beschreibung                       | ÚSKP-Nr.                  | Bild           |
| ---------------------------------------------- | ------------- | ---------------------------------- | ------------------------- | -------------- |
| Rozbělesy, Ústecká, Obchodní (Standort)        | Wenzelskirche | Barockkirche des hl. Wenzel (1731) | 18577/5-4101 Info Katalog | weitere Bilder |
| Rozbělesy, Obchodní 440/16, Ústecká (Standort) | Pfarrhaus     | Pfarrhaus                          | 15646/5-4101 Info Katalog | BW             |

### Děčín VI–Letná (Herbstwiese)
| Lage                                              | Objekt                                 | Beschreibung | ÚSKP-Nr.                  | Bild           |
| ------------------------------------------------- | -------------------------------------- | --- | ------------------------- | -------------- |
| Letná, Sofijská 2/3 (Standort)                    | Brauerei                               | Brauerei mit Brauereigebäude und Torhaus | 11408/5-5775 Info Katalog | weitere Bilder |
| Letná, U Kaple, Chrástecká, Na Kopečku (Standort) | Thunsche Grabkapelle (Johanneskapelle) | Thunsche Grabkapelle St. Johannes von Nepomuk in Děčín-Chrást (Tetschen-Kröglitz) mit einer Sammlung barocker Skulpturen der Vierzehn Helfer und der Tugenden des Leitmeritzer Bildhauers Josef Fischer, urspr. 1722–23 im Barockstil errichtet, Umbau 1870–1872 nach Plänen von Friedrich von Schmidt und Josef Mocker im neogotischen Stil | 37356/5-4102 Info Katalog | weitere Bilder |

### Děčín IX–Bynov (Bünauburg)
| Lage                                                               | Objekt                          | Beschreibung                          | ÚSKP-Nr.                  | Bild                            |
| ------------------------------------------------------------------ | ------------------------------- | ------------------------------------- | ------------------------- | ------------------------------- |
| Bynov, Teplická 8, U Zámečku (Standort)                            | Zámek Bynov (Schloss Bünauburg) | Schloss mit Renaissance-Portal (1605) | 42056/5-4109 Info Katalog | Zámek Bynov (Schloss Bünauburg) |
| Bynov, Teplická, U Zámečku, U zámku (Standort)                     | Wegkreuz                        | Wegkreuz                              | 25403/5-4107 Info Katalog | Wegkreuz                        |
| Bynov, Lesní cesta 75, Teplická (gegenüber vom Schloss) (Standort) | Haus Nr. 75                     | Bürgerhaus                            | 44091/5-5410 Info Katalog | Haus Nr. 75                     |

### Děčín X–Bělá (Biela)
| Lage                               | Objekt                     | Beschreibung                      | ÚSKP-Nr.                  | Bild           |
| ---------------------------------- | -------------------------- | --------------------------------- | ------------------------- | -------------- |
| Bělá, Družstevní, st. 1 (Standort) | Kirche des hl. Franz Xaver | Kirche des hl. Franz Xaver (1787) | 25767/5-4104 Info Katalog | weitere Bilder |
| Bělá, Družstevní 74/1 (Standort)   | Pfarrhaus                  | Pfarrhaus                         | 24321/5-4104 Info Katalog | Pfarrhaus      |
| Bělá, Saská 25/65 (Standort)       | Haus Nr. 25                | landwirtschaftliches Gehöft       | 46892/5-4105 Info Katalog | BW             |
| Bělá, Saská 30/84 (Standort)       | Haus Nr. 30                | landwirtschaftliches Gehöft       | 40952/5-4106 Info Katalog | BW             |

### Děčín XI–Horní Žleb (Obergrund)
| Lage                                                                 | Objekt                  | Beschreibung                                                         | ÚSKP-Nr.                  | Bild                    |
| -------------------------------------------------------------------- | ----------------------- | -------------------------------------------------------------------- | ------------------------- | ----------------------- |
| Horní Žleb, Pod Svahem 6 (Standort)                                  | Villa Waldstein         | Villa Waldstein: - Villa Nr. 6 - Garten, Waldpark, Umzäunung mit Tor | 52010/5-5935 Info Katalog | Villa Waldstein         |
| Horní Žleb, südlich der Haltestelle Děčín-Prostřední Žleb (Standort) | Sockel eines Wegkreuzes | Sockel eines ehem. Wegkreuzes                                        | 45464/5-4108 Info Katalog | Sockel eines Wegkreuzes |

### Děčín XIV–Dolní Žleb(Niedergrund)
| Lage                                                                                | Objekt                | Beschreibung          | ÚSKP-Nr.                  | Bild           |
| ----------------------------------------------------------------------------------- | --------------------- | --------------------- | ------------------------- | -------------- |
| Dolní Žleb (Standort)                                                               | Dreifaltigkeitskirche | Dreifaltigkeitskirche | 16447/5-3661 Info Katalog | weitere Bilder |
| Dolní Žleb, auf einem Felsen am Uferweg des Čertova voda (Tschirtenbach) (Standort) | Adalbertsäule         | Adalbertsäule         | 45995/5-3662 Info Katalog | Adalbertsäule  |

### Děčín XV–Prostřední Žleb(Mittelgrund)
| Lage                                                                               | Objekt    | Beschreibung | ÚSKP-Nr.                  | Bild      |
| ---------------------------------------------------------------------------------- | --------- | ------------ | ------------------------- | --------- |
| Prostřední Žleb, an der Unterführung zur Haltestelle Děčín-Čertova Voda (Standort) | Bildstock | Bildstock    | 22950/5-3664 Info Katalog | Bildstock |

### Děčín XVII-Jalůvčí(Kalmswiese)
| Lage                              | Objekt      | Beschreibung                | ÚSKP-Nr.                  | Bild        |
| --------------------------------- | ----------- | --------------------------- | ------------------------- | ----------- |
| Jalůvčí, Drážďanská 13 (Standort) | Haus Nr. 13 | landwirtschaftliches Gehöft | 15439/5-4111 Info Katalog | Haus Nr. 13 |

### Děčín XXI–Horní Oldřichov (Oberulgersdorf)
| Lage                                       | Objekt      | Beschreibung                | ÚSKP-Nr.                  | Bild |
| ------------------------------------------ | ----------- | --------------------------- | ------------------------- | ---- |
| Horní Oldřichov, Bynovská 34/43 (Standort) | Haus Nr. 34 | landwirtschaftliches Gehöft | 39166/5-4110 Info Katalog | BW   |

### Děčín XXIV–Krásný Studenec (Schönborn)
| Lage                       | Objekt              | Beschreibung                                                                                  | ÚSKP-Nr.                  | Bild |
| -------------------------- | ------------------- | --------------------------------------------------------------------------------------------- | ------------------------- | ---- |
| Krásný Studenec (Standort) | ehem. Michaelkirche | ehem. Barockkirche des hl. Michael von 1712 (mit Grundmauern von 1363), wurde 1966 abgerissen | 54640/5-3789 Info Katalog | BW   |

### Děčín XXVI–Bechlejovice (Bachelsdorf)
| Lage                      | Objekt     | Beschreibung                | ÚSKP-Nr.                  | Bild       |
| ------------------------- | ---------- | --------------------------- | ------------------------- | ---------- |
| Bechlejovice 7 (Standort) | Haus Nr. 7 | landwirtschaftliches Gehöft | 46246/5-3606 Info Katalog | Haus Nr. 7 |

### Děčín XXVII–Březiny(Birkigt)
| Lage | Objekt                  | Beschreibung                                                               | ÚSKP-Nr.                  | Bild                    |
| --- | ----------------------- | -------------------------------------------------------------------------- | ------------------------- | ----------------------- |
| Březiny, Českolipská (Standort)                                                                         | Kapelle                 | Kapelle                                                                    | 18665/5-3604 Info Katalog | Kapelle                 |
| Březiny, vor der Kapelle (Standort)                                                                     | Statue des hl. Matthäus | Statue des hl. Matthäus, urspr. vier Evangelisten vor der Kirche (um 1800) | 53619/5-3603 Info Katalog | Statue des hl. Matthäus |
| Březiny, Za Sadem 45, Kosmonautů (Standort)                                                             | Haus Nr. 45             | landwirtschaftliches Gehöft                                                | 50909/5-5887 Info Katalog | Haus Nr. 45             |
| Březiny, im Hof der Mittelschule für Gartenbau und Landwirtschaft „Anton Emanuel von Komers“ (Standort) | Florianssäule           | Florianssäule.                                                             | 44016/5-5302 Info Katalog | Florianssäule           |
| Březiny 32 (Standort)                                                                                   | Haus Nr. 32             | landwirtschaftliches Gehöft                                                | 52650/5-3605 Info Katalog | BW                      |

### Děčín XXVIII–Folknáře (Falkendorf)
| Lage                   | Objekt      | Beschreibung                | ÚSKP-Nr.                  | Bild |
| ---------------------- | ----------- | --------------------------- | ------------------------- | ---- |
| Folknáře 13 (Standort) | Haus Nr. 13 | landwirtschaftliches Gehöft | 33987/5-3607 Info Katalog | BW   |

### Děčín XXX–Velká Veleň (Großwehlen)
| Lage                      | Objekt      | Beschreibung                | ÚSKP-Nr.                  | Bild        |
| ------------------------- | ----------- | --------------------------- | ------------------------- | ----------- |
| Velká Veleň 78 (Standort) | Haus Nr. 78 | landwirtschaftliches Gehöft | 31390/5-4047 Info Katalog | Haus Nr. 78 |
| Velká Veleň 79 (Standort) | Haus Nr. 79 | landwirtschaftliches Gehöft | 29387/5-4048 Info Katalog | Haus Nr. 79 |

### Děčín XXXIII–Nebočady (Neschwitz)
| Lage                                 | Objekt                             | Beschreibung                                               | ÚSKP-Nr.                  | Bild           |
| ------------------------------------ | ---------------------------------- | ---------------------------------------------------------- | ------------------------- | -------------- |
| Nebočady, Kostelní (Standort)        | Laurentiuskirche                   | Laurentiuskirche                                           | 40263/5-3593 Info Katalog | weitere Bilder |
| Nebočady, Kostelní (Standort)        | Skulpturengruppe Mariä Heimsuchung | Skulpturengruppe Mariä Heimsuchung an der Laurentiuskirche | 40263/5-3593 Info Katalog | weitere Bilder |
| Nebočady, Kostelní 2 (Standort)      | Haus Nr. 2                         | Umgebindehaus                                              | 35568/5-3596 Info Katalog | weitere Bilder |
| Nebočady, Vítězství, Pěší (Standort) | Kapelle der hl. Dreifaltigkeit     | Kapelle der hl. Dreifaltigkeit                             | 18175/5-3595 Info Katalog | weitere Bilder |
| Nebočady, Pěší 25 (Standort)         | Haus Nr. 25                        | Umgebindehaus                                              | 17024/5-3597 Info Katalog | weitere Bilder |

### Děčín XXXIV–Chlum (Kolmen)
| Lage                                                         | Objekt      | Beschreibung | ÚSKP-Nr.                  | Bild        |
| ------------------------------------------------------------ | ----------- | ------------ | ------------------------- | ----------- |
| Chlum, zwischen Haus Nr. 5 und Nr. 6, Horní Chlum (Standort) | Meilenstein | Meilenstein  | 24933/5-3609 Info Katalog | Meilenstein |
| Chlum, Kreuzung am südlichen Ende von Horní Chlum (Standort) | Markussäule | Markussäule  | 53608/5-3608 Info Katalog | Markussäule |

### Děčín XXXV–Lesná (Hortau)
| Lage                | Objekt      | Beschreibung                | ÚSKP-Nr.                  | Bild |
| ------------------- | ----------- | --------------------------- | ------------------------- | ---- |
| Lesná 26 (Standort) | Haus Nr. 26 | landwirtschaftliches Gehöft | 31018/5-3807 Info Katalog | BW   |
| Lesná 15 (Standort) | Haus Nr. 15 | landwirtschaftliches Gehöft | 28657/5-3806 Info Katalog | BW   |
| Lesná 7 (Standort)  | Haus Nr. 7  | landwirtschaftliches Gehöft | 30516/5-3805 Info Katalog | BW   |